# Higuera la Real
Higuera la Real ist eine Gemeinde (municipio) mit 2.202 Einwohnern (Stand: 2024) im Süden der spanischen Provinz Badajoz in der Autonomen Gemeinschaft Extremadura.

## Lage
Higuera la Real liegt ca. 125 km (Fahrtstrecke) südsüdöstlich der Provinzhauptstadt Badajoz in einer Höhe von ca. 740 m.
Das Klima im Winter ist gemäßigt, im Sommer dagegen warm bis heiß; die geringen Niederschlagsmengen (ca. 531 mm/Jahr) fallen – mit Ausnahme der nahezu regenlosen Sommermonate – verteilt übers ganze Jahr.

## Bevölkerungsentwicklung
| Jahr      | 1970 | 1981 | 1991 | 2001 | 2011 | 2021 |
| Einwohner | 4065 | 2869 | 2842 | 2547 | 2464 | 2202 |

## Sehenswürdigkeiten
- Keltische Grabungsstätte von Capote
- Katharinenkirche
- Bartholomäuskirche (Iglesia de San Bartolomé)
- Brücke über den Silo

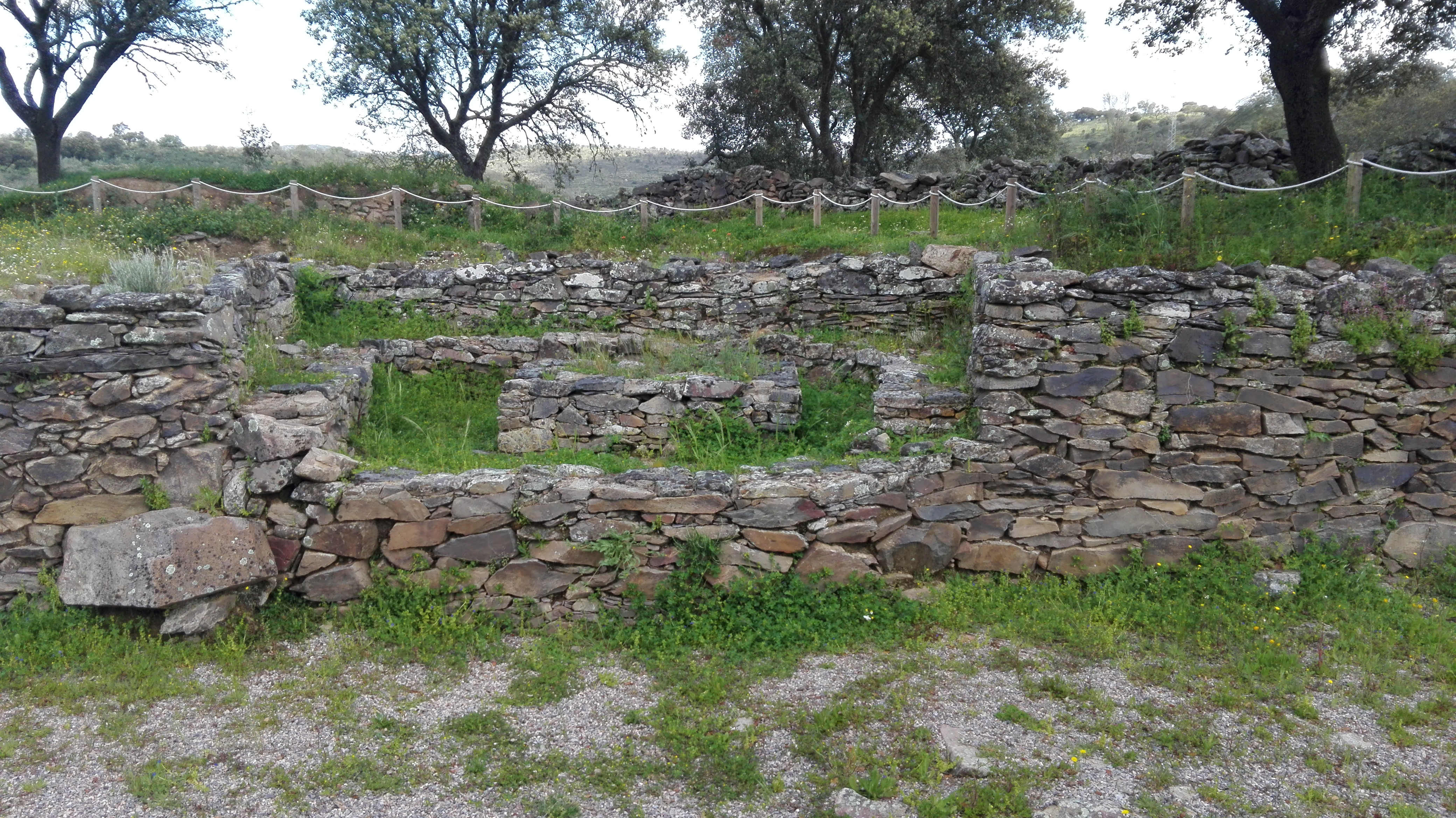
Keltische Grabungsstätte der Burg von Capote
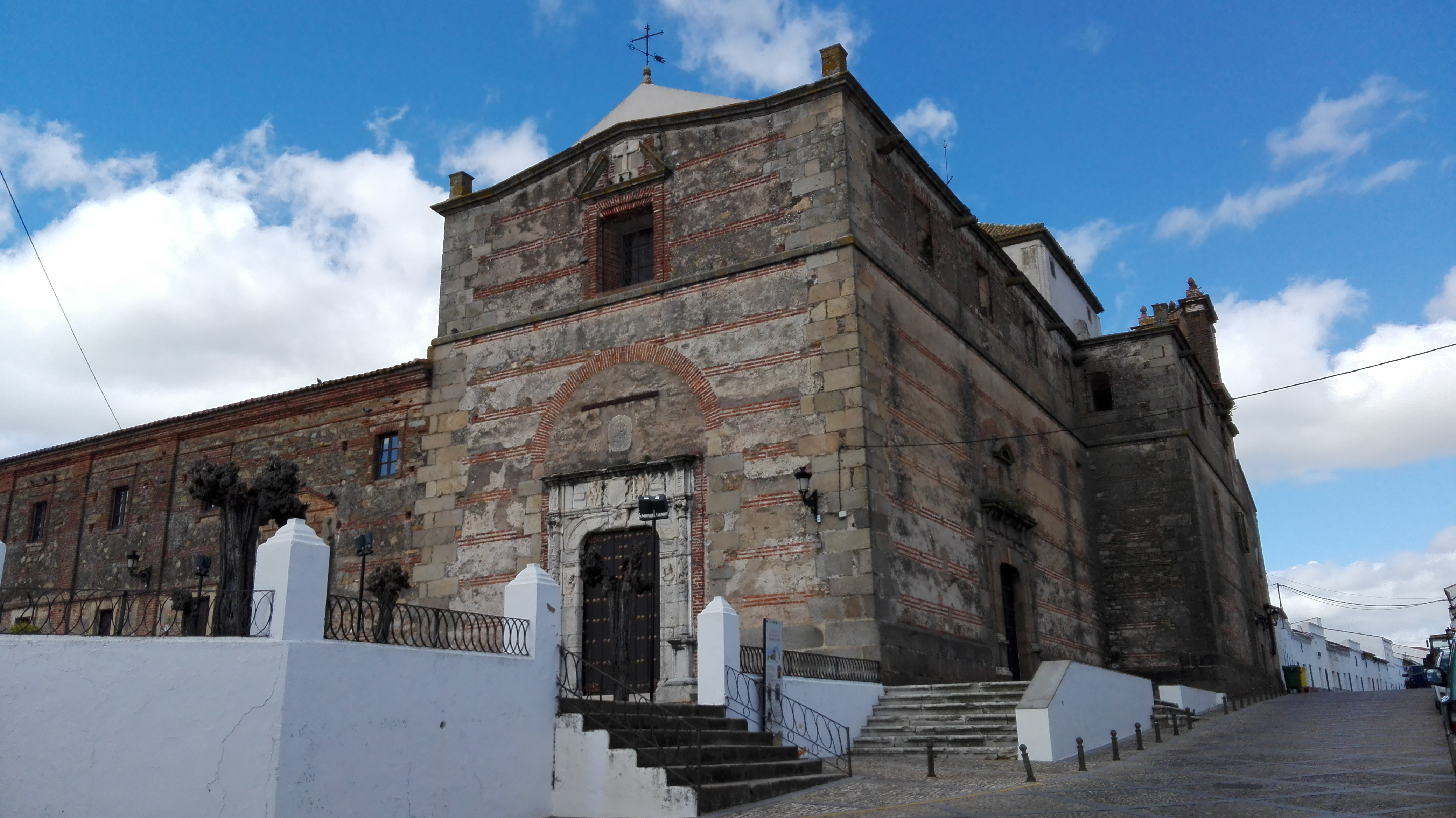
Bartholomäuskirche
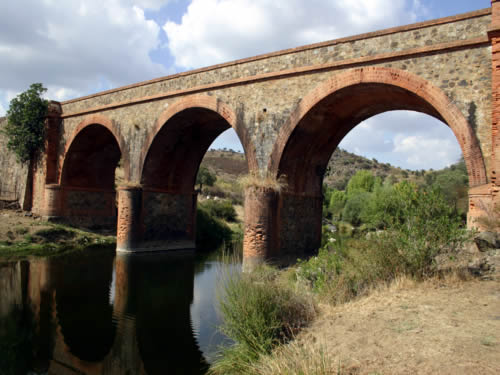
Brücke über den Sillo